# Welyka Bahatschka
Welyka Bahatschka (ukrainisch Велика Багачка; russisch Великая Багачка Welikaja Bagatschka) ist eine Siedlung städtischen Typs und war bis Juli 2020 der Verwaltungssitz des gleichnamigen Rajons Welyka Bahatschka im Zentrum der ukrainischen Oblast Poltawa mit etwa 5700 Einwohnern (2014).

## Geographie
Welyka Bahatschka liegt am Psel, einem 717 km langen, linken Nebenfluss des Dnepr.
Das Oblastzentrum Poltawa ist über die 10 km südlich des Ortes verlaufende Fernstraße M 03, einem Teilstück der E 40 in 78 km südöstliche Richtung zu erreichen.

## Geschichte

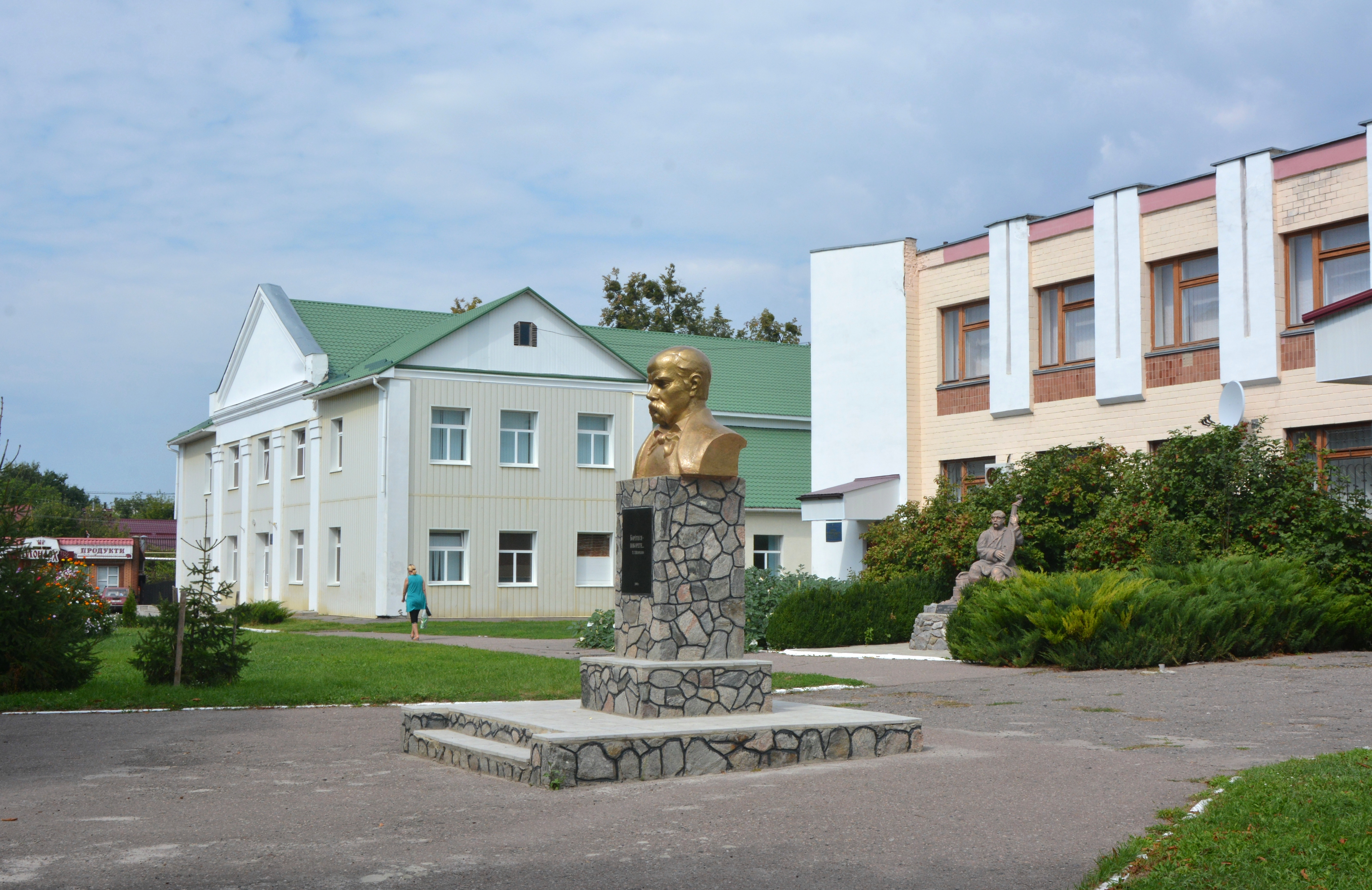
Taras-Schewtschenko-Denkmal in Welyka Bahatschka

Das Dorf wurde 1630 unter dem Namen Bohatschka gegründet. 1764 zählte der Ort 372 und 1846 2082 Einwohner. Bis zum Jahr 1910 wuchs die Bevölkerung auf 3150 Personen an. Der ukrainische Dichter Taras Schewtschenko hielt sich im Jahr 1845 mehrfach in Welyka Bahatschka auf. Im Jahr 1925 wurde der Ort Rajonzentrum und erhielt seinen heutigen Namen. Seit 1959 besitzt die Ortschaft den Status einer Siedlung städtischen Typs.

## Verwaltungsgliederung
Am 12. Oktober 2016 wurde die Siedlung zum Zentrum der neugegründeten Siedlungsgemeinde Welyka Bahatschka (Великобагачанська селищна громада/Welykobahatschanska selyschtschna hromada). Zu dieser zählten auch die 22 in der untenstehenden Tabelle aufgelisteten Dörfer, bis dahin bildete sie zusammen mit den Dörfern Bajrak, Burjakiwschtschyna, Butowa Dolyna, Dowhaliwka, Harnokut, Mala Reschetyliwka, Pylypenky, Saton und Schepeli die gleichnamige Siedlungsratsgemeinde Welyka Bahatschka (Великобагачанська селищна рада/Welykobahatschanska selyschtschna rada) im nördlichen Zentrum des Rajons Welyka Bahatschka.
Am 12. Juni 2020 kamen noch weitere 6 Dörfer Bechterschtschyna, Krotiwschtschyna, Lukaschi, Skybiwschtschyna, Surschky und Schyroka Dolyna zum Gemeindegebiet.
Am 17. Juli 2020 kam es im Zuge einer großen Rajonsreform zum Anschluss des Rajonsgebietes an den Rajon Myrhorod.
Folgende Orte sind neben dem Hauptort Welyka Bahatschka Teil der Gemeinde:
| Name                     | Name             | Name                                     |
| ukrainisch transkribiert | ukrainisch       | russisch                                 |
| ------------------------ | ---------------- | ---------------------------------------- |
| Bahatschka Perscha       | Багачка Перша    | Богачка-Первая (Bogatschka-Perwaja)      |
| Bajrak                   | Байрак           | Байрак (Bairak)                          |
| Baljuky                  | Балюки           | Балюки (Baljuki)                         |
| Bechterschtschyna        | Бехтерщина       | Бехтерщина (Bechterschtschina)           |
| Burjakiwschtschyna       | Буряківщина      | Буряковщина (Burjakowschtschina)         |
| Butowa Dolyna            | Бутова Долина    | Бутова Долина (Butowa Dolina)            |
| Dowhaliwka               | Довгалівка       | Довгалевка (Dowgalewka)                  |
| Harnokut                 | Гарнокут         | Гарнокут (Garnokut)                      |
| Iwaniwka                 | Іванівка         | Ивановка (Iwanowka)                      |
| Jakymowe                 | Якимове          | Акимово (Akimowo)                        |
| Krotiwschtschyna         | Кротівщина       | Кротовщина (Krotowschtschina)            |
| Lukaschi                 | Лукаші           | Лукаши (Lukaschi)                        |
| Mala Reschetyliwka       | Мала Решетилівка | Малая Решетиловка (Malaja Reschetilowka) |
| Marjaniwka               | Мар’янівка       | Марьяновка (Marjanowka)                  |
| Perekopiwka              | Перекопівка      | Перекоповка (Perekopowka)                |
| Puschkarewe              | Пушкареве        | Пушкарево (Puschkarewo)                  |
| Pylypenky                | Пилипенки        | Пилипенки (Pilipenki)                    |
| Radywoniwka              | Радивонівка      | Радивоновка (Radiwonowka)                |
| Saton                    | Затон            | Затон                                    |
| Schepeli                 | Шепелі           | Шепели                                   |
| Schyroka Dolyna          | Широка Долина    | Широкая Долина (Schirokaja Dolina)       |
| Schyroke                 | Широке           | Широкое (Schirokoje)                     |
| Semeniwka                | Семенівка        | Семеновка (Semenowka)                    |
| Skybiwschtschyna         | Скибівщина       | Скибовщина (Skibowschtschina)            |
| Stefaniwschtschyna       | Стефанівщина     | Стефановщина (Stefanowschtschina)        |
| Stepaniwka               | Степанівка       | Степановка (Stepanowka)                  |
| Surschky                 | Суржки           | Суржки (Surschki)                        |
| Wolodymyriwka            | Володимирівка    | Владимировка (Wladimirowka)              |

## Söhne und Töchter der Ortschaft
- Anatolij Sahorodnij (* 1951), theoretischer Physiker und Präsident der Nationalen Akademie der Wissenschaften der Ukraine